# Canadá en los Juegos Paralímpicos de Arnhem 1980
Canadá estuvo representado en los Juegos Paralímpicos de Arnhem 1980 por un total de 94 deportistas, 60 hombres y 34 mujeres.

## Medallistas
El equipo paralímpico canadiense obtuvo las siguientes medallas:
| Nombre                                       | Deporte       | Evento                                        |
| -------------------------------------------- | ------------- | --------------------------------------------- |
| Oro                                          |               |                                               |
| Anne Farrell                                 | Atletismo     | 100 m C femenino                              |
| Anne Farrell                                 | Atletismo     | Disco C femenino                              |
| Anne Farrell                                 | Atletismo     | Jabalina C femenino                           |
| Anne Farrell                                 | Atletismo     | Peso C femenino                               |
| Anne Farrell                                 | Atletismo     | Salto de longitud C femenino                  |
| Stephania Balta                              | Atletismo     | Disco D femenino                              |
| Stephania Balta                              | Atletismo     | Jabalina D femenino                           |
| Stephania Balta                              | Atletismo     | Peso D femenino                               |
| Stephania Balta                              | Atletismo     | Pentatlón D femenino                          |
| Giselle Cole                                 | Atletismo     | 100 m F1 femenino                             |
| Giselle Cole                                 | Atletismo     | 400 m F1 femenino                             |
| Giselle Cole                                 | Atletismo     | Salto de longitud F1 femenino                 |
| S. Baker                                     | Atletismo     | Disco C1 femenino                             |
| S. Baker                                     | Atletismo     | Jabalina C1 femenino                          |
| S. Grimstead                                 | Atletismo     | Salto de altura D femenino                    |
| S. Grimstead                                 | Atletismo     | Salto de longitud D femenino                  |
| Cheryl Hurd                                  | Atletismo     | 3000 m marcha A femenino                      |
| J. McDonald                                  | Atletismo     | Eslalon 5 femenino                            |
| M. Fitzgerald                                | Atletismo     | 800 m 5 masculino                             |
| M. Fitzgerald                                | Atletismo     | 1500 m 5 masculino                            |
| Denis Lapalme                                | Atletismo     | 100 m C1 masculino                            |
| Denis Lapalme                                | Atletismo     | Jabalina C1 masculino                         |
| Dan Leonard                                  | Atletismo     | Jabalina F masculino                          |
| Dan Leonard                                  | Atletismo     | Pentatlón F masculino                         |
| Arnold Boldt                                 | Atletismo     | Salto de altura D masculino                   |
| Arnold Boldt                                 | Atletismo     | Salto de longitud D masculino                 |
| Magella Belanger                             | Atletismo     | 100 m C masculino                             |
| Patrick York                                 | Atletismo     | 400 m A masculino                             |
| J. Harrison                                  | Atletismo     | 400 m D masculino                             |
| R. Hansen                                    | Atletismo     | 800 m 4 masculino                             |
| Jacques Pilon                                | Atletismo     | 1500 m A masculino                            |
| P. English                                   | Atletismo     | 1500 m B masculino                            |
| Eugene Reimer                                | Atletismo     | Disco 4 masculino                             |
| D. Lyons                                     | Atletismo     | Peso 4 masculino                              |
| E. Lambier                                   | Atletismo     | Salto de altura A masculino                   |
| A. Heaver                                    | Atletismo     | Pentatlón C masculino                         |
| C. Facey                                     | Atletismo     | Pentatlón E masculino                         |
| S. Breddlove                                 | Lucha         | –57 kg masculino                              |
| Yvette Michel                                | Natación      | 100 m braza A femenino                        |
| Yvette Michel                                | Natación      | 100 m espalda A femenino                      |
| Yvette Michel                                | Natación      | 100 m libre A femenino                        |
| Yvette Michel                                | Natación      | 200 m estilos A femenino                      |
| Josée Lake                                   | Natación      | 50 m braza J femenino                         |
| Josée Lake                                   | Natación      | 50 m espalda J femenino                       |
| Josée Lake                                   | Natación      | 50 m libre J femenino                         |
| C. Kristiansen                               | Natación      | 100 m braza C femenino                        |
| C. Kristiansen                               | Natación      | 100 m mariposa C femenino                     |
| C. Kristiansen                               | Natación      | 200 m estilos C femenino                      |
| M. Seargeant                                 | Natación      | 50 m braza F femenino                         |
| M. Seargeant                                 | Natación      | 50 m libre F femenino                         |
| J. Mitchell                                  | Natación      | 100 m espalda C-D femenino                    |
| Andrea Rossi                                 | Natación      | 100 m mariposa A femenino                     |
| Kim Kilpatrick                               | Natación      | 400 m estilos A femenino                      |
| Equipo                                       | Natación      | 4 × 100 m libre C-D femenino                  |
| Timothy McIsaac                              | Natación      | 100 m braza A masculino                       |
| Timothy McIsaac                              | Natación      | 100 m mariposa A masculino                    |
| Timothy McIsaac                              | Natación      | 200 m estilos A masculino                     |
| Timothy McIsaac                              | Natación      | 400 m estilos A masculino                     |
| M. Burger                                    | Natación      | 25 m braza 1B masculino                       |
| M. Burger                                    | Natación      | 25 m libre 1B masculino                       |
| G. Collins-Simpson                           | Natación      | 100 m espalda C-D masculino                   |
| G. Collins-Simpson                           | Natación      | 200 m estilos C masculino                     |
| Denis Lapalme                                | Natación      | 100 m espalda C1-D1 masculino                 |
| T. Parker                                    | Tiro con arco | Doble ronda FITA tetraplejia masculino        |
| Plata                                        |               |                                               |
| K. Gillis                                    | Atletismo     | 100 m C femenino                              |
| L. Baillargeon                               | Atletismo     | Pentatlón B femenino                          |
| Tony Wills                                   | Atletismo     | 100 m C masculino                             |
| Tony Wills                                   | Atletismo     | Salto de altura C masculino                   |
| C. Peart                                     | Atletismo     | 100 m F1 masculino                            |
| C. Peart                                     | Atletismo     | Salto de longitud F1 masculino                |
| A. Heaver                                    | Atletismo     | Disco C masculino                             |
| A. Heaver                                    | Atletismo     | Jabalina C masculino                          |
| Dan Leonard                                  | Atletismo     | Disco F masculino                             |
| Dan Leonard                                  | Atletismo     | Peso F masculino                              |
| G. Birch                                     | Atletismo     | 60 m 1A masculino                             |
| M. Fitzgerald                                | Atletismo     | 100 m 5 masculino                             |
| J. Harrison                                  | Atletismo     | 100 m D masculino                             |
| R. Hansen                                    | Atletismo     | 1500 m 4 masculino                            |
| C. Facey                                     | Atletismo     | 1500 m E masculino                            |
| G. Marois                                    | Atletismo     | Jabalina B masculino                          |
| P. Moreton                                   | Lucha         | –74 kg masculino                              |
| J. Mitchell                                  | Natación      | 100 m braza D femenino                        |
| J. Mitchell                                  | Natación      | 100 m libre C-D femenino                      |
| J. Mitchell                                  | Natación      | 400 m libre C-D femenino                      |
| J. Mitchell                                  | Natación      | 200 m estilos D femenino                      |
| L. Bentz                                     | Natación      | 100 m braza B femenino                        |
| M. Seargeant                                 | Natación      | 50 m espalda F femenino                       |
| M. Nicholson                                 | Natación      | 100 m mariposa D femenino                     |
| Andrea Rossi                                 | Natación      | 200 m estilos A femenino                      |
| Equipo                                       | Natación      | 4 × 100 m libre A-B femenino                  |
| Equipo                                       | Natación      | 4 × 100 m estilos A-B femenino                |
| J. Stanfield                                 | Natación      | 100 m braza 4 masculino                       |
| Denis Lapalme                                | Natación      | 100 m braza C1 masculino                      |
| L. Gardner                                   | Natación      | 100 m braza D masculino                       |
| Timothy McIsaac                              | Natación      | 100 m libre A masculino                       |
| G. Collins-Simpson                           | Natación      | 100 m mariposa C masculino                    |
| Yvon Page                                    | Tiro          | Rifle de aire de pie 1A-1C mixto              |
| Yvon Page                                    | Tiro          | Rifle de aire en posición tendida 1A-1C mixto |
| Laszlo Decsi                                 | Tiro          | Pistola de aire amputación masculino          |
| Bronce                                       |               |                                               |
| L. Wong                                      | Atletismo     | 800 m B femenino                              |
| L. Wong                                      | Atletismo     | Jabalina B femenino                           |
| P. Frazee                                    | Atletismo     | 400 m 3 femenino                              |
| Cheryl Hurd                                  | Atletismo     | Salto de altura A femenino                    |
| A. Ostapa                                    | Atletismo     | Salto de altura B femenino                    |
| K. Gillis                                    | Atletismo     | Salto de longitud C femenino                  |
| D. Vincent                                   | Atletismo     | Disco J masculino                             |
| D. Vincent                                   | Atletismo     | Peso J masculino                              |
| C. Peart                                     | Atletismo     | 400 m F1 masculino                            |
| E. Morten                                    | Atletismo     | 5000 m marcha B masculino                     |
| E. Batt                                      | Atletismo     | Eslalon 1A masculino                          |
| R. Minor                                     | Atletismo     | Eslalon 4 masculino                           |
| D. Cherenko                                  | Atletismo     | Maza 1B masculino                             |
| J. Donahue                                   | Atletismo     | Peso 1B masculino                             |
| Yvan Bourdeau                                | Atletismo     | Salto de longitud A masculino                 |
| M. Fitzgerald R. Hansen R. Minor André Viger | Atletismo     | 4 × 100 m (2-5) masculino                     |
| Andrea Rossi                                 | Natación      | 100 m espalda A femenino                      |
| S. Baker                                     | Natación      | 100 m libre C1-D1 femenino                    |
| M. Nicholson                                 | Natación      | 400 m libre C-D femenino                      |
| I. Wownuk                                    | Natación      | 25 m mariposa 4 femenino                      |
| G. Birch                                     | Natación      | 25 m espalda 1A masculino                     |
| M. Burger                                    | Natación      | 25 m espalda 1B masculino                     |
| J. Stanfield                                 | Natación      | 100 m espalda 4 masculino                     |
| Denis Lapalme                                | Natación      | 100 m libre C1-D1 masculino                   |
| L. Gardner                                   | Natación      | 100 m mariposa D masculino                    |
| Lee Grenon                                   | Natación      | 400 m estilos B masculino                     |
| G. Birch M. Burger T. Parker                 | Natación      | 3 × 25 m libre 1A-1C masculino                |
| Equipo                                       | Natación      | 4 × 100 m libre A-B masculino                 |
| Equipo                                       | Natación      | 4 × 100 m estilos A-B masculino               |
| G. Chrak                                     | Tenis de mesa | Individual D masculino                        |
| Yvon Page                                    | Tiro          | Rifle de aire en tres posiciones 1A-1C mixto  |